# Anthurium sebastianense
Anthurium sebastianense är en kallaväxtart som beskrevs av Thomas Bernard Croat och Cerón. Anthurium sebastianense ingår i släktet Anthurium och familjen kallaväxter. Inga underarter finns listade.